# 刀郎
刀郎（1971年6月22日—），原名罗林，四川资中人。中国大陆男歌手、词曲创作人、音乐制作人。2004年以专辑《2002年的第一场雪》出道。

## 经历
1971年6月22日，刀郎出生于四川资中罗泉镇。于罗泉镇小学毕业后，他离开罗泉镇，前往资中县中学继续读书，读至17岁（高二）止，为追求音乐之路而中途辍学。
1988年，因想系统学习「流行音乐」，但是当时四川音乐学院并无「流行音乐」之专业科系，于高二时辍学离家自行学习，尔后在内江一家歌厅被录用，开始学习键盘乐器及曲词创作生涯。
1990年初期，辗转成都、海南等地组建乐队，流浪创作，陆续地发行了几张演唱专辑，但是销售量欠佳。
1991年至1995年在海南唱歌时，还与几个乐手组成了“地球之子”乐队。在海南，认识了现在的妻子, 新疆姑娘朱梅。
1995年，受到朱梅的影响，刀郎前往新疆采风，见识到当地热情如火的「麦西热甫」、幽默风趣的「纳孜尔库姆」, 听到悠扬婉转的「拉克」与激情高亢的「刀郎人」的歌声，这才找到自己内心最想要的声音，并因此成立西北音乐工作室，开始了和新疆民乐的亲密接触，出过几张专辑，但都只是在新疆发行。
2001年，刀郎出了一张拼凑的专辑，只卖了2000多张。遭遇失败后，他便到戈壁滩的维吾尔族老百姓家采风，一年下来写了一千多首歌曲。
2004年1月6日，专辑《2002年的第一场雪》面市后，在没有任何宣传的情况下，专辑中的《情人》、《冲动的惩罚》、《2002年的第一场雪》等歌曲相继从新疆火到全国。1月7日，个人CD演唱专辑《新阿瓦古丽》在乌鲁木齐正式出版发行。12月29日发行专辑《喀什噶尔胡杨》。但鉴于无法适应当时娱乐圈的环境，与对「成名」的准备不足。故而选择暂离荧光幕前，隐退于幕后，转型专心创作工作，而生活费用大多以版税、版权和创作收入来维持开销。
同年，刀郎在偶然回四川成都做表演时，透过其启蒙老师之推荐，收了一位17岁艺名为云朵的女孩做徒弟。他本来是很不在意，但在听过了女孩歌唱其羌族民谣《祝酒歌》之后，惊艳其高亢嘹亮且纯净之音色，且在其身上看到自己的影子，有着那种执着、认真与质朴的心性，因而被打动。
2006年，推出专辑《谢谢你》和《披着羊皮的狼》。
2007年，发布原创专辑《刀郎Ⅲ》，并在全国部分地区举办新专辑试听会，听取刀迷意见修改歌词。2007年5月18日在乌鲁木齐举办《刀郎新疆十年环球巡回演出》首场演唱会。但此后不久他又开始淡出人们的视线，原因是其希望找到自己内心的平衡点。
2008年，发布翻唱专辑《红色经典》。
2011年起，蛰伏5年的刀郎，在北京、上海、深圳、成都、乌鲁木齐、香港等地举办“谢谢你”巡回演唱会，其中香港站在香港红磡体育馆举行，刀郎成为第三位在红馆表演的中国大陆歌手。与此同时，刀郎还出版新专辑，以「大浪淘尽，洗尽铅华」的真实面目与歌友再度相逢。
2011年8月10日，推出专辑《刀郎2011-身披彩衣的姑娘》。
2020年6月，刀郎于百度贴吧表示：自己已完成两张全新专辑，其中一张名为《弹词之话本》，共10曲，于苏州创作完成，预计年内发行。
2020年9月28日，推出专辑《弹词话本》，其作词、作曲、编曲、制作，均由刀郎负责。 
2020年11月20日，刀郎以本名罗林推出新专辑《如是我闻》，共12曲，其作词出自鸠摩罗什译《金刚般若波罗蜜经》，作曲、编曲、演唱皆为罗林本人负责。
2023年7月19日，推出专辑《山歌寥哉》，其中《罗刹海市》在中國大陸自媒体的宣傳下於網路上走紅。
2024年8月30日, 在中国大陆四川省资中举办了《山歌响起的地方》线上演唱会。有5400万人在线上观看了演出，7.1亿点赞。演出收益全部捐献给了新疆儿童教育基金。同年在全国各地举行演唱会。
2024年12月30日，刀郎被补选为成都市第十八届人大代表。

## 新聞事件
其取艺名为刀郎一事在维吾尔人中引起强烈争论，普遍认为这与「刀郎文化」毫无关系，反而引起人们的误会。
2004年，罗林在北京市第一中级人民法院状告潘晓峰（艺名「西域刀郎」）等侵犯其著作权。「西域刀郎」的发言人则指责罗林是把地域文化变成私有财产。
2006年，潘晓峰终审败诉。同时法院认为，尽管「刀郎」一词具有新疆少数民族文化等含义，但因罗林以艺名方式推出自己的歌曲被公众熟识，「刀郎」一词不仅带有原有含义，而且亦兼有「演唱者罗林」的特定署名含义。
2019年12月17日，成都市天府新區人民法院開庭審理北京啊呀啦嗦音樂文化發展公司起訴降央卓瑪侵權刀郎原創作品的案件。在法庭上刀郎代理律師就降央卓瑪在兩場商業演出中未經授權演唱刀郎原創作品《西海情歌》和《手心裡的溫柔》，向降央卓瑪提出訴訟，要求降央卓瑪停止對刀郎原創作品的侵權行為，並對在刀郎代理律師舉證的兩場商業演出中降央卓瑪的侵權行為提出賠償要求。法院未當庭宣判。
2020年7月，四川天府新区成都片区人民法院审理降央卓玛侵害刀郎作品表演权纠纷案，判决降央卓玛不得在公开场合使用作品《西海情歌》《手心里的温柔》进行表演，免费表演即未向公众收取费用、也未收取报酬的除外；降央卓玛向原告啊呀啦嗦音乐文化公司赔偿经济损失20万元及为维护而支出的合理费用52,476元；驳回原告啊呀啦嗦音乐文化公司的其他诉讼请求。

## 作品

### 專輯
| 專輯 | 發行時間       | 名稱                        | 曲目 | 規格   | 销量      |
| ---- | -------------- | --------------------------- | --- | ------ | --------- |
| 1st  | 1998年         | 《麦趣尔之恋》(罗林)        | 全12曲 1. 北方的天空下 2. 晚来风急 3. 孩子他妈 4. 虞美人 5. 非常快乐 6. 故乡的月亮 7. 小雨 8. 缘聚缘散两相依 9. 变喔 10. 午夜 11. 无题歌 12. 今宵有约                                                                     | CD     |           |
| 2nd  | 1999年         | 《走进新疆》(罗林)          | | CD     |           |
| 3rd  | 2000年         | 《新疆-原创第一击》(罗林)   | | CD     | 约1000张  |
| 4th  | 2002年         | 《大漠情歌》                | | CD     |           |
| 5th  | 2003年         | 《西域记事》                | 全12曲 1. 陇上羊归塞草烟 2. 胡天八月 3. 阿依夏姆 4. 西出楼兰 5. 阿图什民谣 6. 故园东望路漫漫 7. 穿艾德莱丝的姑娘 8. 貂锦胡麈 9. 九月交河鸟争飞 10. 往来丝绸道，不问胡笛声 11. 西域狼痕 12. 驿马西归                       | CD     |           |
| 6th  | 2003年11月     | 《西域情歌》                | 全14曲 1. 吐鲁番的葡萄熟了 2. 怀念战友 3. 哪里来的骆驼队 4. 送我一朵玫瑰花 5. 花儿与少年 6. 沙枣花儿香 7. 虹彩妹妹 8. 康定情歌 9. 燕子 10. 花儿为什么这样红 11. 吉尔拉 12. 古莱莱 13. 牡丹汗 14. 新在那遥远的地方         | CD     |           |
| 7th  | 2004年1月15日  | 《2002年的第一场雪》        | 全12曲 1. 2002年的第一场雪 2. 新阿瓦尔古丽 3. 新疆好 4. 萨拉姆毛主席 5. 艾里甫与赛乃姆 6. 情人 7. 草原之夜 8. 祝酒歌 9. 敖包相会 10. 雨中飘荡的回忆 11. 驼铃 12. 冲动的惩罚                                               | CD     | 约270万张 |
| 8th  | 2004年8月7日   | 《北方的天空下》            | 全11曲 1. 北方的天空下 2. 阿瓦尔古丽 3. 草原之夜 4. 虹彩妹妹 5. 哪里来的骆驼队 6. 沙枣花儿香 7. 花儿为什么这样红 8. 吐鲁番的葡萄熟了 9. 怀念战友 10. 在那遥远的地方 11. 蔓莉                                              | CD     |           |
| 9th  | 2004年12月29日 | 《喀什噶尔胡杨》            | 全11曲 1. 喀什噶尔胡杨 2. 关于二道桥 3. 五一夜市的兄弟 4. 肖尔布拉克 5. 只有艾德莱斯能看见 6. 守候在凌晨两点的伤心秀吧 7. 大眼睛 8. 亚克西 9. 再见乌鲁木齐 10. 打起手鼓唱起歌 11. 冰山上的雪莲                            | CD     | 约100万张 |
| 10th | 2006年4月19日  | 《披着羊皮的狼》            | 全12曲 1. 披着羊皮的狼 2. 美丽的草原我的家 3. 雁南飞 4. 吐鲁番的葡萄熟了 5. 怀念战友 6. 花儿为什么这样红 7. 祝酒歌 8. 驼铃 9. 新疆好 10. 阿瓦尔古丽 11. 敖包相会 12. 草原之夜                                             | CD     |           |
| 11th | 2006年4月21日  | 《谢谢你》                  | 全12曲 1. 谢谢你 2. 为什么我泪水成行 3. 爱是你我 4. 大敦煌 5. 情人 6. 冲动的惩罚 7. 2002年的第一场雪 8. 艾力甫与赛乃姆 9. 雨中飘荡的回忆 10. 北方的天空下 11. 大眼睛（刀郎Demo珍藏版） 12. 喀什噶尔胡杨（刀郎Demo珍藏版） | CD     | 约40万张  |
| 12th | 2006年9月21日  | 《刀郎Ⅲ》                   | 全10曲 1. 世界如此寂寞 2. 西海情歌 3. 德令哈一夜 4. 花瓣下的种子 5. 孤独的牧羊人 6. 手心里的温柔 7. 朝圣者的脚步 8. 真爱的胸怀 9. 山海天 10. 高原的回忆                                                                   | CD     |           |
| 13th | 2007年6月26日  | 《与郎共舞REMIX》           | 全6曲 1. 冲动的惩罚(Remix) 2. 2002年的第一场雪(Remix) 3. 艾力甫与赛乃姆(Remix) 4. 新疆好(Remix) 5. 新阿瓦尔古丽(Remix) 6. 情人(Remix)                                                                                     | CD     |           |
| 14th | 2008年3月13日  | 《红色经典》                | 全10曲 1. 红星照我去战斗 2. 十送红军 3. 绣红旗 4. 九九艳阳天 5. 共产党来了苦变甜 6. 再见吧，妈妈 7. 映山红 8. 送别 9. 翻身农奴把歌唱 10. 我的祖国                                                                         | CD     |           |
| 15th | 2011年9月5日   | 《刀郎2011-身披彩衣的姑娘》 | 全10曲 1. 身披彩衣的姑娘 2. 千禧新娘 3. 黄玫瑰 4. 流浪生死的孩子 5. 最美的还是我们新疆 6. 圆满 7. 理想 8. 你们一定要幸福 9. 最心疼的女人 10. 全世界飞翔的鸟                                                               | CD     |           |
| 16th | 2020年9月28日  | 《弹词话本》                | 全10曲 1. 瓜洲渡 2. 还魂伞 3. 梨花落 4. 对岸阿姐 5. 画船记 6. 西米巷 7. 志贞 8. 豆蔻盒子 9. 鸳鸯枕 10. 珍珠塔 | CD、LP |           |
| 17th | 2020年11月20日 | 《如是我闻》(罗林)          | 全12曲 1. 1-2品 2. 3-7品 3. 8-9品 4. 10-13品 5. 14品 6. 15-16品 7. 17品 8. 18品 9. 19-21品 10. 22-25品 11. 26-29品 12. 30-32品                                                                                            | CD     |           |
| 18th | 2021年2月28日  | 《世间的每个人》            | 全10曲 1. 世间的每个人 2. 我的星座 3. 向着大海而行 4. 南门 5. 奇台三十里 6. 风向朝西 7. 沙丘 8. 梦更真实 9. 牢兰海 10. 就在这一刻                                                                                         | CD、LP |           |
| 19th | 2023年7月19日  | 《山歌寥哉》                | 全11曲（加11首伴奏） 1. 序曲 2. 罗刹海市 3. 花妖 4. 镜听 5. 路南柯 6. 颠倒歌 7. 画壁 8. 珠儿 9. 翩翩 10. 画皮 11. 未来的底片                                                                                              | CD、LP |           |

### 单曲
- 永远的兄弟（2010，电视剧《我是特种兵》片尾曲）
- 永远的战士（2012，电视剧《我是特种兵2之利刃出鞘》主题曲）
- 敢问路在何方（2012，电视剧新《西游记》主题曲）
- 去伊犁的路上（2013）
- 时光的信徒（2023）
- 虞美人·故乡（2024）
- 秭归鸟（2025）（刀郎、徐子尧）

### DVD／VCD专辑
| 專輯 | 發行時間 | 名稱                               | 規格                     | 備註       |
| ---- | -------- | ---------------------------------- | ------------------------ | ---------- |
| 1st  | 2006年   | 《刀郎谢谢你卡拉OK专辑》           | VCD【12首】／DVD【18首】 |            |
| 2nd  | 2007年   | 《刀郎新疆10年环球乌鲁木齐演唱会》 | DVD                      | 现场演唱会 |

### 幕後製作
音樂劇
- 《戈壁女兒》：新疆雜技音樂劇。

音樂專輯
- 《黄灿》：歌手黄灿同名專輯，製作人。
- 《玉薩》：歌手玉薩同名專輯，製作人。
- 《雲朵》：歌手云朵同名專輯，製作人。

單曲
- 《孤獨的牧羊人》：歌手鍾鎮濤作品，作曲及填詞。

### 演唱會
| 年   | 日期             | 演出名稱                      | 國家或地區                          | 會場                                                  | 備注   |
| 2007 | 5月18日          | 新疆十年环球巡回演唱会        | 中国大陆 · 加拿大 · 美国 · 马来西亚 | 乌鲁木齐·新疆体育中心                                 | [ 9 ]  |
| 2007 | 11月19日         | 新疆十年环球巡回演唱会        | 中国大陆 · 加拿大 · 美国 · 马来西亚 | 多伦多·CASINO RAMA                                    |        |
| 2007 | 11月21-22日      | 新疆十年环球巡回演唱会        | 中国大陆 · 加拿大 · 美国 · 马来西亚 | 大西洋城·TRUMP TAJ MAHAL娱乐城                        |        |
| 2008 | 10月4日          | 新疆十年环球巡回演唱会        | 中国大陆 · 加拿大 · 美国 · 马来西亚 | 吉隆坡·云顶云星剧场                                   |        |
| 2011 | 5月21日          | “谢谢你”巡回演唱会            | 中国大陆 · 香港 · 美国 · 加拿大     | 北京·五棵松体育馆                                     | [ 10 ] |
| 2011 | 5月28日          | “谢谢你”巡回演唱会            | 中国大陆 · 香港 · 美国 · 加拿大     | 上海·上海大舞台                                       |        |
| 2011 | 10月21日         | “谢谢你”巡回演唱会            | 中国大陆 · 香港 · 美国 · 加拿大     | 深圳·深圳体育馆                                       |        |
| 2012 | 3月14日          | “谢谢你”巡回演唱会            | 中国大陆 · 香港 · 美国 · 加拿大     | 香港·红磡体育馆                                       |        |
| 2012 | 10月21日         | “谢谢你”巡回演唱会            | 中国大陆 · 香港 · 美国 · 加拿大     | 成都·四川省体育馆                                     |        |
| 2012 | 7月7日           | “谢谢你”巡回演唱会            | 中国大陆 · 香港 · 美国 · 加拿大     | 盐城·国际会展中心B馆演艺大剧院                        |        |
| 2012 | 10月27日         | “谢谢你”巡回演唱会            | 中国大陆 · 香港 · 美国 · 加拿大     | 贵阳·贵阳体育馆                                       |        |
| 2012 | 12月20日         | “谢谢你”巡回演唱会            | 中国大陆 · 香港 · 美国 · 加拿大     | 乌鲁木齐·新疆国际会展中心                             | [ 11 ] |
| 2013 | 6月1日           | “谢谢你”巡回演唱会            | 中国大陆 · 香港 · 美国 · 加拿大     | 旧金山·美国旧金山美生堂                               |        |
| 2013 | 6月5日           | “谢谢你”巡回演唱会            | 中国大陆 · 香港 · 美国 · 加拿大     | 温哥华·女皇大剧院                                     |        |
| 2013 | 6月9-10日        | “谢谢你”巡回演唱会            | 中国大陆 · 香港 · 美国 · 加拿大     | 多伦多·阿瓦隆舞厅剧院                                 |        |
| 2024 | 9月21-22日       | 山歌响起的地方·刀郎巡回演唱会 | 中国大陆 · 澳門                     | 成都·凤凰山体育公园综合体育馆                         |        |
| 2024 | 10月5-6日        | 山歌响起的地方·刀郎巡回演唱会 | 中国大陆 · 澳門                     | 广州·宝能广州国际体育演艺中心                         |        |
| 2024 | 10月12-13日      | 山歌响起的地方·刀郎巡回演唱会 | 中国大陆 · 澳門                     | 南京·南京青奥体育公园体育馆                           |        |
| 2024 | 11月8-9日        | 山歌响起的地方·刀郎巡回演唱会 | 中国大陆 · 澳門                     | 澳门·银河综艺馆                                       |        |
| 2024 | 11月30日-12月1日 | 山歌响起的地方·刀郎巡回演唱会 | 中国大陆 · 澳門                     | 厦门·厦门奥林匹克体育中心-凤凰体育馆                  |        |
| 2024 | 12月14-15日      | 山歌响起的地方·刀郎巡回演唱会 | 中国大陆 · 澳門                     | 合肥·合肥少荃体育中心体育馆                           |        |
| 2024 | 12月28-29日      | 山歌响起的地方·刀郎巡回演唱会 | 中国大陆 · 澳門                     | 北京·华熙LIVE·五棵松·场馆                             |        |
| 2025 | 1月4-5日         | 山歌响起的地方·刀郎巡回演唱会 | 中国大陆 · 澳門                     | 北京·华熙LIVE·五棵松·场馆                             |        |
| 2025 | 2月14-15日       | 山歌响起的地方·刀郎巡回演唱会 | 中国大陆 · 澳門                     | 济南·济南奥林匹克体育中心体育馆                       |        |
| 2025 | 3月1-2日         | 山歌响起的地方·刀郎巡回演唱会 | 中国大陆 · 澳門                     | 上海·梅赛德斯-奔驰文化中心                            |        |
| 2025 | 3月15-16日       | 山歌响起的地方·刀郎巡回演唱会 | 中国大陆 · 澳門                     | 杭州·杭州奥体中心体育馆                               |        |
| 2025 | 3月29-30日       | 山歌响起的地方·刀郎巡回演唱会 | 中国大陆 · 澳門                     | 武汉·武汉沌口体育中心体育馆                           |        |
| 2025 | 4月12-13日       | 山歌响起的地方·刀郎巡回演唱会 | 中国大陆 · 澳門                     | 南昌·南昌国际体育中心体育馆                           |        |
| 2025 | 4月26-27日       | 山歌响起的地方·刀郎巡回演唱会 | 中国大陆 · 澳門                     | 深圳·深州大运中心体育馆                               |        |
| 2025 | 5月10-11日       | 山歌响起的地方·刀郎巡回演唱会 | 中国大陆 · 澳門                     | 海口·五源河体育馆                                     |        |
| 2025 | 5月24-25日       | 山歌响起的地方·刀郎巡回演唱会 | 中国大陆 · 澳門                     | 南宁·广西体育中心体育馆                               |        |
| 2025 | 6月21-22日       | 山歌响起的地方·刀郎巡回演唱会 | 中国大陆 · 澳門                     | 重庆·华熙LIVE·鱼洞·场馆                               |        |
| 2025 | 7月5-6日         | 山歌响起的地方·刀郎巡回演唱会 | 中国大陆 · 澳門                     | 临沂·临沂奥体公园体育馆                               |        |
| 2025 | 7月19-20日       | 山歌响起的地方·刀郎巡回演唱会 | 中国大陆 · 澳門                     | 大连·大连体育中心体育馆                               |        |
| 2025 | 8月2-3日         | 山歌响起的地方·刀郎巡回演唱会 | 中国大陆 · 澳門                     | 宜昌·宜昌奥体中心体育馆                               |        |
| 2025 | 8月16-17日       | 山歌响起的地方·刀郎巡回演唱会 | 中国大陆 · 澳門                     | 太原·山西体育中心体育馆                               |        |
| 2025 | 10月4-5日        | 山歌响起的地方·刀郎巡回演唱会 | 中国大陆 · 澳門                     | 乌鲁木齐·乌鲁木齐奥体中心综合体育馆（天山雪莲体育馆） |        |
| 2025 | 10月11-12日      | 山歌响起的地方·刀郎巡回演唱会 | 中国大陆 · 澳門                     | 乌鲁木齐·乌鲁木齐奥体中心综合体育馆（天山雪莲体育馆） |        |

## 獲獎及入圍
| 时间           | 作品         | 奖项                                     | 备注 | 是否得奖 |
| -------------- | ------------ | ---------------------------------------- | --- | -------- |
| 2005年5月22日  |              | 「年度藝人」、「最佳國語男歌手」等       | [ 12 ] | 獲獎     |
| 2009年9月21日  | 《一家人》   | 中宣部第十一届精神文明建设“五个一工程”奖 | 该歌曲由刀郎谱曲（和新疆音乐家协会主席努斯来提·瓦吉丁合作），武警新疆生产建设兵团指挥部文工团副政委吴博文作词 | 獲獎     |
| 2009年10月29日 | 《戈壁儿女》 | 全国“文华奖”                             | [ 14 ] | 獲獎     |
| 2012年9月25日  | 《爱是你我》 | 中宣部第十二届精神文明建设“五个一工程”奖 | 此歌曲是刀郎为印度尼西亚海啸事件，应邀到香港演唱会义演而创作的公益歌曲。                                      | 獲獎     |

## 家庭
前妻杨娜，女儿罗添1991年出生。女儿出生四个月就离开刀郎。
现妻朱梅1994年相遇，1997年结婚，育有女儿罗昊月。